# Les Trois Lanciers du Bengale
Pour plus de détails, voir Fiche technique et Distribution.
Les Trois Lanciers du Bengale (The Lives of a Bengal Lancer) est un film américain réalisé par Henry Hathaway, sorti en 1935. Il s'agit de l'adaptation du roman homonyme de Francis Yeats-Brown, publié en 1930.

## Synopsis
Dans les Indes britanniques,  au début du XXe siècle, un régiment de lanciers est déplacé depuis le Bengale jusqu'au nord-est de la zone colonisée, pour faire face à l'agitation des populations Afridi, rebelles frontaliers. Ce régiment est dirigé par le colonel Stone, un militaire inflexible dont les consignes coûtent la vie à un de ses officiers lors d'un incident frontalier. le Lieutenant McGregor, un officier indiscipliné, a assisté à l'incident.
C'est alors que deux officiers novices dans la région arrivent au régiment. L'un des deux est Forsythe, excellent cavalier et déjà doté de quelque expérience, qui ne s'en laisse pas conter par McGregor. Le second est fraîchement émoulu de l'école militaire. Il est aussi le fils du colonel Stone et n'a pas demandé cette affectation. Le lieutenant confirmé et les deux nouveaux arrivants, partagent les mêmes quartiers et vont former un trio d'amis.
À la frontière Nord, un leader nommé Mohammed Khan est en train de fédérer les tribus rebelles. Le colonel Stone, homme rusé, entreprend de se rapprocher de la zone sous le prétexte de rendre visite à un dignitaire, qui sympathise avec la puissance coloniale. Dans le palais de leur hôte, les officiers britanniques ont la surprise de rencontrer Mohammed Khan, invité comme eux. Malgré leur méfiance, les trois lieutenants tombent dans un piège et se retrouvent prisonniers de Mohammed Khan, dans une forteresse lointaine. Il entreprend de les torturer afin de connaitre le chemin d'un convoi de munitions qui doit arriver prochainement. En faisant main basse sur les munitions, les tribus rebelles fédérées auraient un net avantage. Et au moment où le régiment des lanciers se porte à l'assaut de la forteresse, ce même avantage permettrait aux assiégés d'annihiler les assaillants. Comprenant cette situation dramatique, les trois officiers prisonniers vont tenter et réussir une sortie de leur cachot. Ils ont eu le temps d'observer la forteresse depuis leur cellule, et de mettre leur plan au point. Leur coup est audacieux mais il réussit, assurant ainsi tout à la fois la victoire du régiment de lanciers, et l'extinction de la rébellion de Mohammed Khan. Ils seront décorés tous les trois, McGregor, tué lors de l'attaque, à titre posthume.

## Fiche technique
- Titre : Les Trois Lanciers du Bengale
- Titre original : The Lives of a Bengal Lancer
- Réalisation : Henry Hathaway
- Scénario : Waldemar Young, John L. Balderston, Achmed Abdullah, Grover Jones et William Slavens McNutt d'après le roman du Major Francis Yeats-Brown
- Production : Louis D. Lighton
- Société de production : Paramount Pictures
- Musique : Milan Roder
- Photographie : Charles Lang et Ernest B. Schoedsack
- Montage : Ellsworth Hoagland
- Pays de production : États-Unis
- Format : Noir et blanc
- Genre : Aventures
- Durée : 109 minutes
- Date de sortie : 1935
- Affiches : Roger Soubie (France), Enzo Nistri (Italie)

## Distribution
- Gary Cooper (VF : Jean Davy) : Lieutenant Alan McGregor
- Franchot Tone (VF : Maurice Lebast) : Lieutenant Forsythe
- Richard Cromwell (VF : Roger Dann) : Lieutenant Donald Stone
- Guy Standing (VF : Allain-Durthal) : Colonel Tom Stone
- C. Aubrey Smith (VF : Henry Valbel) : Major Hamilton
- Kathleen Burke : Tania Volkanskaya
- Douglass Dumbrille : Mohammed Khan
- Monte Blue : Hamzulla Khan
- Colin Tapley (VF : Maurice Dorléac) : Lieutenant Barrett
- Akim Tamiroff : Otamanu, émir du Gopal
- J. Carrol Naish : Le grand vizir
- Noble Johnson : Ram Singh
- Lumsden Hare (VF : Jacques Berlioz) : Major-général Sir Thomas Woodley

Et, parmi les acteurs non crédités :
- Mischa Auer : Afridi, un captif
- Claude King : Le fonctionnaire expérimenté
- Leonid Kinskey : Un charmeur de serpent
- George Regas : Kushal Khan

## Production

### Scénario
Bien qu'il soit situé dans l'Inde coloniale, les ressorts et l'action sont très semblables à ceux des westerns situés dans le cadre des guerres indiennes, et avec le même habillage idéologique et manichéen exaltant les valeurs usuelles : les militaires vertueux affrontent un ennemi fourbe et cruel. Les personnages sont typés : héros indiscipliné, officier supérieur bourru, officier novice naïf, rivalité amicale entre McGregor et Forsythe. Avec le recul du temps, le film apparait tout à la fois comme un produit de qualité, ce qui lui a valu ses récompenses, mais aussi comme un film nettement daté.[réf. nécessaire]
Les dialogues sont brillants[réf. nécessaire], surtout les affrontements entre McGregor et Forsythe, opposant l'ironie anglaise du second au sang chaud de l'écossais. Certaines répliques ont été remarquées. L'une d'entre elles serait passée à la postérité : Mohammed Khan avant de torturer ses prisonniers, leur dit « Nous avons les moyens de vous faire parler ».

### Tournage
Le lieu du tournage n'est pas l'Inde mais Hollywood, les extérieurs étant filmés dans la Sierra Nevada. Cecil B. DeMille réutilisera les décors des Trois Lanciers du Bengale pour son film Les Croisades (1935). Hormis les rôles principaux des Afridis rebelles et des indigènes, ce sont des Indiens Païutes qui ont été employés comme figurants. Malgré la reconstitution, visible à l'image étant donné l'état de la technique en 1935 (notamment les transparences), le film n'est pas dénué d'un caractère documentaire, comme d'autres films signés Henry Hathaway.

## Accueil de la critique
Classique du cinéma Hollywoodien, Les Trois lanciers, comme l'appellent entre eux les cinéphiles, a été montré de nombreuses fois à la télévision française, notamment aux temps de l'ORTF. Il constitue un typique programme du dimanche soir. Il aurait été montré notamment en 1965 le soir de la mort de Winston Churchill, et alors présenté comme « exemplaire des vertus anglaises ».[réf. nécessaire]

## Distinctions

### Nominations
Oscars 1936
- Meilleur film
- Meilleur réalisateur (Henry Hathaway)
- Meilleur scénario (Waldemar Young, John L. Balderston, Achmed Abdullah, Grover Jones et William Slavens McNutt)
- Meilleure direction artistique (Hans Dreier et Roland Anderson)
- Meilleur montage (Ellsworth Hoagland)
- Meilleur son (Franklin Hansen)

### Récompenses
- Oscars 1936 : Meilleurs assistants réalisateurs (Clem Beauchamp et Paul Wing)
- National Board of Review Awards 1935 : Top 10 des meilleurs films de l'année